# Euoropsis
Euoropsis är ett släkte av skalbaggar. Euoropsis ingår i familjen vivlar.
Kladogram enligt Catalogue of Life:
| Euoropsis | \| \| Euoropsis castanea \| \| \| \| |
|           | \| \| Euoropsis castanea \| \| \| \| |
|           | Euoropsis castanea                   |
|           |                                      |